# En cuerpo y alma
 En cuerpo y alma es una película en blanco y negro de Argentina dirigida por Leopoldo Torres Ríos sobre su propio guion escrito que se estrenó el 19 de marzo de 1953 y que tuvo como protagonistas a Armando Bó, Héctor Armendáriz, Julia Sandoval y Rolando Dumas.

## Argumento
Antonio Núñez y Pedro Guzmán, dos niños que viven en el mismo vecindario, acuerdan pelearse en un potrero. Sin embargo, cuando llegan al lugar, encuentran a otros niños jugando al básquetbol. Se produce entonces un altercado entre los grupos que es interrumpido cuando aparece un policía y los niños fingen estar conversando sobre el deporte. Luego de ello deciden jugar un partido para sustituir a la pelea y allí Antonio descubre que tiene un talento natural para el juego. Antonio y Pedro al final se convierten en amigos y conocen a Margarita, con quien también traban amistad. Luego de ello los niños crean el Club Sportivo Buzón, con el cual comenzarán a jugar en el potrero ahora convertido en un campo de básquetbol al aire libre. Eligen ese nombre para su equipo porque habitualmente ellos se reúnen en una calle en la que hay un buzón.
Pasa más de una década, los dos amigos crecieron y continúan jugando en el club que fundaron, el cual ya disputa sus partidos en un estadio techado. A su vez mantienen la amistad con Margarita, a quien también ven con interés romántico. 
Luego de un partido, el presidente de la Unión Atlética del Sur, un club rival, se acerca a Antonio y le ofrece unirse a su equipo. Para ello lo tienta con pagarle 10.000 pesos, lo que Antonio rechaza sosteniendo que cobrar dinero por jugar contradice a la reglamentación de FIBA.
Antonio y Pedro trabajan juntos en un taller. Allí Pedro le dice a su amigo que él está enamorado de Margarita y que, de salir campeones, le propondrá casamiento y realizará la boda de inmediato (pero si pierden esperará tres meses para hacerlo). La noticia afecta a Antonio, que está enamorado de Margarita, pero aun así renuncia a sus pretensiones para posibilitar la felicidad de su amigo. Por ello habla con Margarita y le dice que, pese al afecto que siente por ella, lo mejor para todos es que se case con Pedro. 
Durante el partido por el campeonato Pedro sufre una descompensación, por lo que es retirado del campo de juego. Ello no altera al Sportivo Buzón, que cumple con su objetivo y obtiene el título en disputa. Mientras todos celebran, el médico que atiende a Pedro les pide a él y a Antonio que lo visiten en su consultorio unos días después, porque quiere hacerles un chequeo a ambos. 
Llegado el día de la visita al médico, éste atiende primero a Pedro y luego a Antonio. Cuando Antonio ingresa al consultorio, el médico le dice que no tiene intención de revisarlo sino que lo había convocado para avisarle que su amigo está gravemente enfermo y que la muerte le llegará pronto. 
Muy impactado por la noticia, Antonio decide hacer algo por Pedro. Por ello busca al presidente de Unión Atlética del Sur y firma el contrato para unirse a su equipo. Durante la celebración por la boda, Antonio se acerca a Pedro y le anuncia que gastarán juntos el dinero que obtuvo, lo que su amigo se lo agradece. 
Poco después Antonio decide visitar un bar donde se reúnen jugadores y simpatizantes del Sportivo Buzón, pero al entrar es abucheado y acusado de "vendido", por lo que se retira apesadumbrado por la situación. Cuando Unión Atlética del Sur debe enfrentarse por un nuevo campeonato ante Sportivo Buzón, Antonio pide no jugar, pero su contrato lo obliga a participar del duelo. Al llegar al estadio donde se disputará el partido, el público lo abuchea. Sin embargo sus antiguos compañeros, ya enterados del motivo por el que Antonio los había dejado, hacen las paces con él antes de comenzar a jugar, produciendo un cambio de actitud entre el público. Luego del encuentro, a Antonio le avisan que Pedro ha fallecido. Consternado por la noticia, camina por la ciudad hasta que llega al sitio en el que está el buzón, donde finalmente se reúne con sus amigos de su viejo club.

## Reparto
- Armando Bó … Antonio Núñez
- Héctor Armendáriz …Pedro Guzmán
- Julia Sandoval …Margarita
- Rolando Dumas …Andrés
- Virginia Romay …La madre
- Enrique Giacobino …El médico
- Cristina Berys …Elisa
- Alberto Rinaldi
- Oscar Furlong …Él mismo
- Omar Monza …Él mismo
- Roberto Viau …Él mismo
- Enrique Viau
- Julio Stolerman
- Alberto Orione
- Hugo Balado
- Eduardo Moyano
- Jorge Pittaluga
- Washington Rivera
- José Stábile

## Comentarios
King opinó en El Mundo:

”Buena realización en un film emotivo. Claro en su exposición, con abundantes notas cómicas en su principio que luego desaparecen para dar lugar al logrado clima dramático que exige la solución del conflicto.”

Por su parte Manrupe y Portela escriben:

”Floja historia de triángulo, con el marco de un deporte en su momento de mucha popularidad y tratando de reeditar el éxito de Pelota de trapo. La secuencia inicial con niños es perfecta.”